# Kim Meurling
Einar Stephen "Kim" Meurling, född 5 juli 1929 i Helsingborg, död 10 oktober 2005 i Lund, var en svensk reklamman, spexare, författare med mera.
Meurling växte upp i Helsingborg. När han senare påbörjade studier vid Lunds universitet fick han bostad på Thomanderska studenthemmet, och kom snart in i de spexarkretsar som omfattade bland andra Hasse Alfredson, vilken Meurling kände redan sedan barndomen genom scouterna. Han var även gymnasiekamrat med Cilla Ingvar. Han gjorde inga större roller på scenen (men hade dock en mindre roll i filmen Ett svårskött pastorat ) utan medverkade främst som manusförfattare och inspiratör. Till Lundakarnevalen 1958 var han till exempel både med och skrev det officiella karnevalsspexet Ragnarök tillsammans med Sten Broman och det alternativa pjäxet Knaust tillsammans med Hasse Alfredson. Han var också ledamot av själva karnevalskommittén detta år.
Efter studietiden arbetade Meurling som reklamman och copywriter och uppfann för övrigt konceptet blommogram. Han författade också ett antal handböcker i marknadsföring, riktade främst till butiksinnehavare.
Kim Meurlings vänskap med Hans Alfredson fortsatte livet ut och resulterade i två gemensamt författade böcker: reseskildringen Bästa vägen till Muckle Flugga (1976) och den historiska kokboken Varje dag en fest (1998).
Kim Meurling var i hög grad en sällskapsmänniska och var ledamot av bland annat Uarda-akademien, Sanct Jöns Gille, Nasala utskottet (Näsa nr 10) och Sällskapet CC. Han var gift två gånger, första gången 1958–1982 med landsarkivarien och professorn Anna Christina Ulfsparre, och var bror till zoologen Patrick Meurling.
Kim Meurling är gravsatt vid Krematoriet i Helsingborg.